# Zeger Jacob van Helmont
Pour les articles homonymes, voir Van Helmont.
Zeger Jacob van Helmont est un peintre belge né à Anvers en 1683 et mort à Bruxelles en 1726.

## Biographie
Fils du peintre Jan van Helmont, Zeger Jacob van Helmont avait épousé Catherine van den Driessche, leur fille Anne Catherine Jeanne van Helmont avait épousé Henri François Joseph Leyniers.
Van Helmont nous a laissé un autoportrait récemment réapparu qui se rapproche beaucoup du portrait du peintre Jacques Ignatius de Roore (en) (1686-1747) fait par van Helmont en 1722.

## Œuvre
Van Helmont est surtout connu pour ses peintures réalisées pour la confection de tapisserie avec des scènes d'allégories historiques, des compositions religieuses et des portraits de style classique.
Il peignait essentiellement à Bruxelles des tableaux de scènes religieuses pour des églises de la ville. Un autre pan important de son travail consiste en la réalisation de cartons préparatoire pour les tapissiers Leyniers. Il a notamment réalisé une commande d'une série de cartons illustrant les Métamorphoses d'Ovide, pour cela il s'est en partie inspiré du travail du peintre français Charles de la Fosse.

## Sa famille
I. Mathieu Van Helmont, artiste-peintre, épousa Élisabeth Cremers.
II. Mathieu Van Helmont, né à Anvers le 24 juillet 1623, mort à Bruxelles en 1679, épousa à Notre-Dame d'Anvers le 17 août 1649, Marguerite Verstockt morte le 17 août 1968. Après son voyage d'étude en Italie, il revint à Anvers où il fut reçu maître en 1646. Son œuvre, comme celle de De Brouwer et de Teniers consiste principalement en scènes de la vie populaire. Il s'installa ensuite à Bruxelles où il fut reçu dans la corporation des peintres en 1674 et où il collabora avec Jacques d'Artois.
III. Jean Van Helmont, né à Anvers le 14 février 1650 où il mourut vers 1721. Il épousa à Anvers le 26 août 1679 Isabelle le Rousseau. Il fut reçu maître en 1676. Son œuvre consiste principalement en scènes mythologiques et religieuses. Il fut aussi portraitiste.
IV. Zeger Jacob van Helmont, artiste peintre, né à Anvers le 17 avril 1683 et mort à Bruxelles le 21 août 1726, épousa Catherine Vanden Driessche.
V. Anne Catherine Jeanne Van Helmont, épousa Henri François Joseph Leyniers